# Grabież i przejmowanie mienia poniemieckiego na Ziemiach Odzyskanych

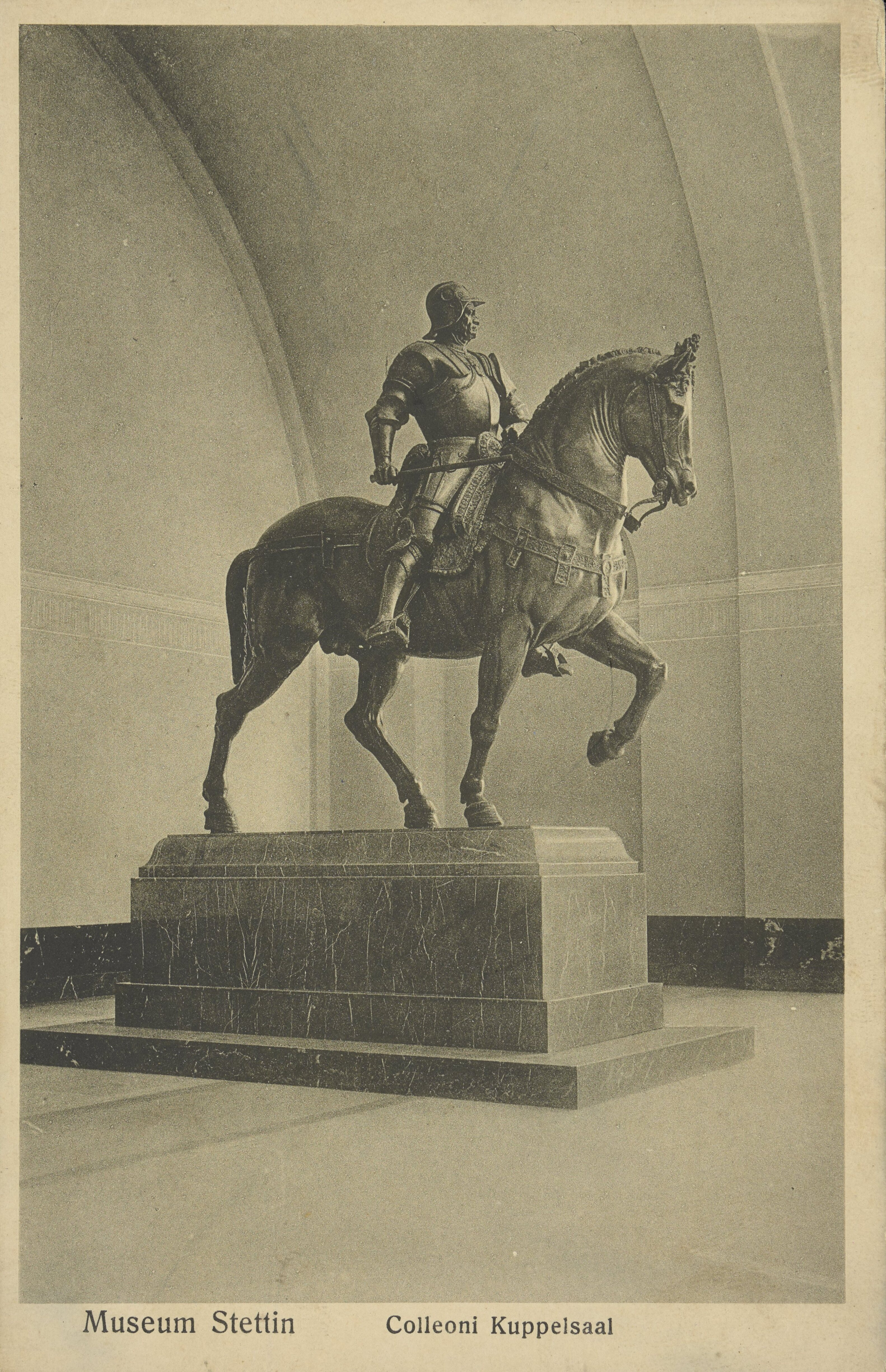
Szczeciński pomnik Bartolomeo Colleoniego: zdemontowany i wywieziony do Warszawy w 1948 r. Rewindykowany w 2001 r.

Opuszczone w 1945 przez uciekającą przed frontem ludność niemiecką terytoria Rzeszy Niemieckiej, przyznane na konferencji poczdamskiej Polsce, stały się miejscem powszechnego szabrownictwa – zawłaszczania mienia ze zniszczonych lub opuszczonych domów, sklepów czy fabryk.
Obok szabru indywidualnego istniała też jego „urzędowa” forma, polegająca np. na wywożeniu z nieczynnych fabryk parku maszynowego przez przybywające z zakładów rdzennej Polski w poszukiwaniu niezbędnych maszyn i części ekipy ich pracowników, zaopatrzone w stosowne zezwolenia. Ponieważ szaber ten utrudniał uruchamianie pozostawionych przez Niemców zakładów i instalacji, funkcjonujące władze lokalne kontrolowały treść i legalność przedstawianych dokumentów. Z procedur tych wyłączeni byli Sowieci masowo demontujący maszyny i wyposażenie z wielu zakładów znajdujących się na terytorium przyznanym Polsce (np. z późniejszego Pafawagu, Stoczni Gdańskiej czy wybudowanych w czasie wojny przez Niemców zakładów Dynamit A. Nobel AG w Bydgoszczy).

## Ziemie zachodnie

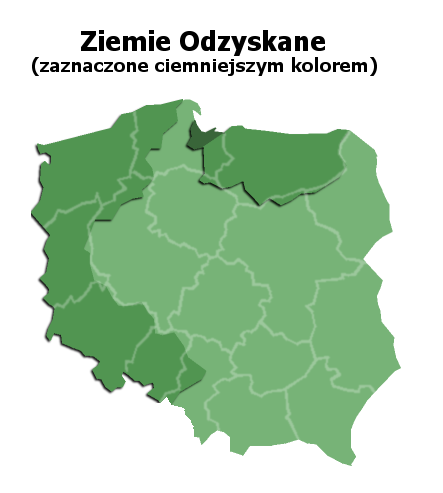
Ziemie Odzyskane

Przez wiele lat po II wojnie światowej przynależność państwowa Ziem Odzyskanych pozostawała niepewna. Powszechne było przekonanie, że ziemie te w niedługim czasie zostaną zwrócone Niemcom. Jeszcze przed oficjalnym zakończeniem działań wojennych na tereny opuszczone przez Niemców przyjeżdżali szabrownicy w celu wywozu wartościowych pozostałości po wcześniejszych mieszkańcach.
Po podjęciu przez władze Polski Ludowej decyzji o odbudowie zburzonej w czasie wojny Warszawy problemem okazało się pozyskanie na ten cel odpowiedniej ilości materiałów budowlanych. Ponieważ możliwości ich produkcji w zniszczonym kraju były ograniczone, postanowiono pozyskiwać je w miastach Ziem Odzyskanych. Ofiarą wysiłków władz państwowych dotyczących odbudowy stolicy stał się szczególnie Wrocław. Na potrzeby odbudowy stolicy rozbierano budynki częściowo zniszczone działaniami wojennymi, jednak nadające się do odbudowy, zdarzały się jednak również przypadki rozbiórki budynków niezniszczonych. Najbardziej poszukiwana – z uwagi na najlepsze właściwości – była cegła gotycka.
Powszechnym zjawiskiem na ziemiach przyłączonych do Polski po 1945 było również wywożenie dzieł sztuki do muzeów w Warszawie czy Krakowie. Do Muzeum Narodowego w Warszawie trafił np. pochodzący z kościoła Podwyższenia Krzyża Świętego w Pruszczu Gdańskim, datowany na rok 1515 i przypisywany warsztatowi Colijna de Cotera z Brukseli Ołtarz Ukrzyżowania – jeden z najbardziej okazałych zabytków malarstwa niderlandzkiego w Polsce. Pomimo trwających od lat 80. XX wieku zabiegów władz samorządowych i kościelnych o powrót ołtarza do historycznego miejsca ekspozycji i podejmowania zobowiązań w tej sprawie przez kolejnych ministrów kultury (m.in. Wiktora Zina, Izabelli Cywińskiej), ołtarz ten w dalszym ciągu znajduje się w Warszawie. Los ruchomych dzieł sztuki dzieliły też pomniki, np. 15 stycznia 1948 ze Szczecina do Warszawy wywieziono pomnik Bartolomeo Colleoniego, który powrócił nad Odrę dopiero w 2002. Wrocławski pomnik króla Fryderyka Wilhelma III został rozebrany i sprzedany na złom z własnej inicjatywy pracowników Spółdzielni Weteranów Powstań Śląskich, którzy postawieni za ten czyn w 1947 przed sądem oświadczyli, że działanie ich było zgodne z zarządzeniem prezydenta miasta, nakazującym usuwanie z ulic napisów i innych symboli władzy niemieckiej.
Postępujący drenaż uzyskanych przez Polskę terytoriów określany był często przez komunistyczną propagandę jako dar mieszkańców Ziem Odzyskanych na potrzeby odbudowy stolicy. W wyniku opisywanego zjawiska najbardziej ucierpiały następujące miasta Ziem Odzyskanych:
- Wrocław – W celu ułatwienia wywozu gruzu i cegieł na odbudowę innych miast, w 1946 od dawnej stacji Wrocław Marchijski wybudowano specjalną bocznicę, przebiegającą przez pl. Orląt Lwowskich, pl. Wolności, ul. Ofiar Oświęcimskich i pl. Dominikański do Hali Targowej[8]. W listopadzie 1951 z miasta wyjeżdżało codziennie 100 wagonów wypełnionych cegłą[9].

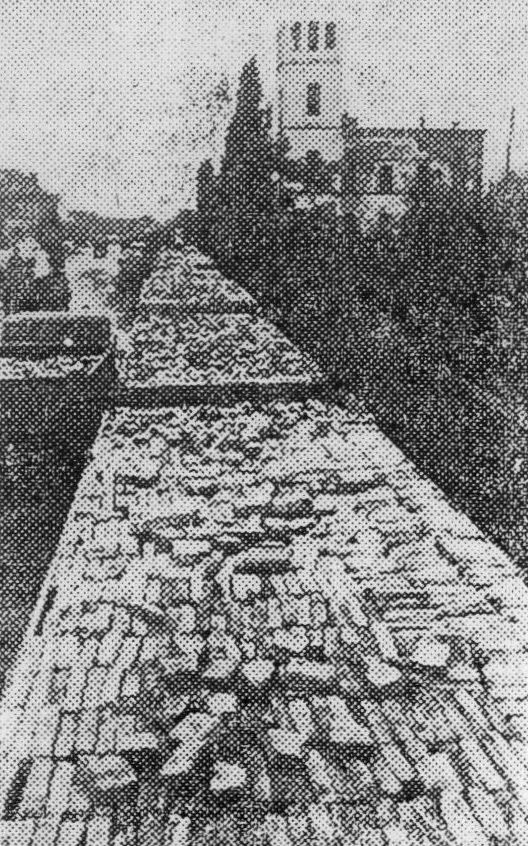
Wywóz ze zrujnowanego po wojnie Wrocławia wagonów pełnych cegieł z bocznic przy Dworcu Świebodzkim; w głębi pozostałość budynku Dworca Marchijskiego

- Szczecin – rozebrano nieznacznie uszkodzony wskutek nalotów Teatr Miejski oraz lepiej zachowane budynki na starówce i w śródmieściu;
- Elbląg – rozebrano większość starówki, włącznie z możliwymi do odbudowy kościołami św. Anny i Trzech Króli.

## Trofiejnyje bataliony
Wkraczająca w ślad za wycofującym się Wehrmachtem Armia Czerwona niebywale szeroko traktowała pojęcie łupu wojennego.
Poza powszechnymi, indywidualnymi rabunkami żołnierzy, istniał także zorganizowany system rabunku mienia przydatnego ZSRR. Zajmowaniem, gromadzeniem i wywozem cennych dla gospodarki radzieckiej maszyn, materiałów i urządzeń zajmowały się wyspecjalizowane w tym celu trofiejnyje bataliony (także trofiejne bataliony), podlegające rozkazom Tpoфeйнoгo Управления (Zarządu Zdobyczy Wojennych lub Zarządu Mienia Zdobycznego). Oddziały te liczyły około 100 tysięcy żołnierzy, korzystających dodatkowo z pracy niemieckich jeńców oraz osób cywilnych.
Oficjalnie wywozowi do ZSRR miały podlegać urządzenia, materiały oraz produkty konieczne do prowadzenia wojny, które pochodzą z niemieckich zakładów bądź zakładów rozbudowanych przez Niemców w czasie wojny. Ze strony radzieckiej pierwsze rozporządzenie w tej sprawie (nr 7558) wydano 20 lutego 1945. Pięć dni później powołano na jego podstawie Komitet Specjalny przy Państwowym Komitecie Obrony ZSRR.
Wbrew deklarowanemu przez ZSRR sojuszowi z Polską, zdobycz wojenna ściągana była nie tylko z terenów, które ostatecznie po 1945 włączono do RP, ale także z terytoriów należących przed wojną do II Rzeczypospolitej, niezależnie od tego, czy rabowany przez Armię Czerwoną majątek należał do osób narodowości niemieckiej lub niemieckich przedsiębiorstw, czy też do ich polskich odpowiedników. Zrabowane i wywiezione mienie traktowano jako zdobycz wojenną, bez względu na miejsce i sposób jego pozyskania, legalny czy nielegalny, słuszny czy niesłuszny. Niektóre jednostki miały w swoich szeragach historyków sztuki i specjalizowały się w rabowaniu dóbr kultury. 
Bardzo duże straty na skutek działalności radzieckiej poniosła sieć kolejowa, szczególnie na obszarze dawnych Prus Wschodnich, gdzie zdemontowano i wywieziono na Wschód większość bocznych linii kolejowych. Demontaż ten pozbawiony był początkowo jakichkolwiek podstaw prawnych. Dopiero w późniejszym okresie grabież ta sankcjonowana była umowami międzyrządowymi między władzami ZSRR a marionetkowym rządem lubelskim (pierwszą umowę w tej sprawie zawarto 26 marca 1945). Na podstawie jednego z takich porozumień o numerze 9484 z 8 lipca 1945 dokonano demontażu trakcji elektrycznej funkcjonującej od ćwierćwiecza na Śląskiej Kolei Górskiej. Na wiosnę 1945 na obszary zajęte przez Armię Czerwoną skierowano ponadto tzw. Zarządy Montażowe (OMU), które zdemontowały zakłady remontowe taboru kolejowego w Gliwicach, Oleśnicy i Opolu, a także warsztaty kolejowe w Katowicach, w przypadku których NKWD wywiozło także stawiających opór polskich strażników kolejowych.